# Acquedotto di Valente

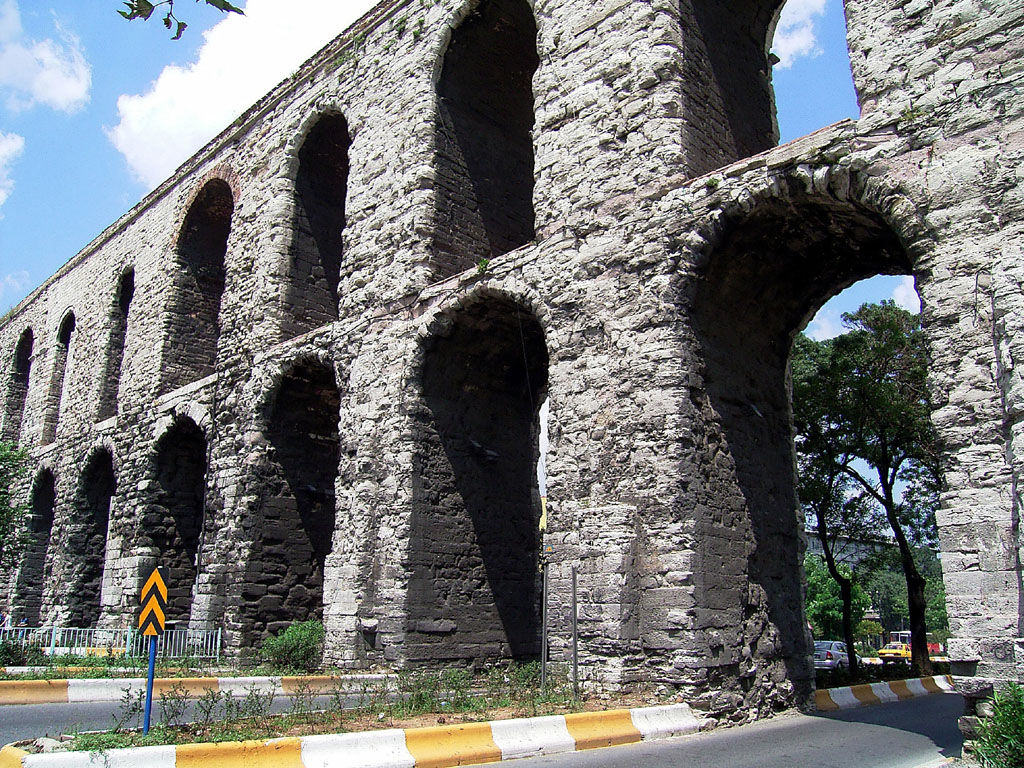
L’acquedotto di Valente.

L'acquedotto di Valente (in turco: Bozdoğan Kemeri, "Acquedotto del falco grigio") fu il principale sistema di fornitura di acqua nel periodo tardo antico e medievale, per la città di Costantinopoli (la moderna Istanbul, in Turchia).

## Storia
L'acquedotto di Costantinopoli fu completato durante il regno dell'Augusto Valente, nel 368, ma questa costruzione era già iniziata precedentemente, sotto regni di precedenti imperatori. La costruzione di quest'acquedotto concluse un ampio sistema di acquedotti e canali, che si estendevano per tutta la Tracia, e che portavano così l'acqua alla capitale romana d'oriente. Una volta che l'acqua giungeva in città, essa arrivava nelle cisterne sotterranee, come nella Basilica Cisterna.
L'acquedotto iniziò quindi ad essere in uso durante il periodo in cui ancora l'impero romano era unito, poi fu in uso per tutta la vita dell'impero romano d'Oriente (caduto il 29 maggio 1453), e in seguito venne usato nei primi anni della dominazione ottomana. Durante il periodo bizantino, l'acquedotto era sottoposto a una buona manutenzione. Oggi di questo grande acquedotto sopravvivono 921 metri, circa 50 metri in meno dell'originale lunghezza, che attraversano l'attuale strada di Atatürk Bulvari.